# Мехиа, Антонио Гаргалло
Антонио Гаргалло Мехиа (Мадрид, 1918 — 18 августа 1937, Хака, Уэска) — испанский Свидетель Иеговы, казнён во время Гражданской войны за отказ присоединиться к франкистской армии. Считается одним из первых отказчиков от военной службы по соображениям совести в Испании.
Его отец был сотрудником тюрьмы, в 1930-х годах работавшим в Хаке. В 1934 году он был направлен в Сарагосу, где и состоялось знакомство Антонио (который учился на чертежника, но работал в пекарне) со Свидетелями Иеговы. Однако обратился в новую веру он двумя годами позже, в начале 1936 года двумя английскими миссионерами, и был крещён в мае на реке Эбро. С тех пор он оставил свою работу и посвятил себя проповедованию в Арагоне. В возрасте 19 лет в августе 1937 года его призвали в франкистскую армию. Его пунктом назначения был 17-й арагонский полк из Хаки. К тому времени в Испании уже год шла гражданская война.
Под давлением матери и сестры он появился в казарме и даже надел форму. Исследование так называемого «христианского нейтралитета» и отказа от военной службы по соображениям совести ещё не было опубликовано в «Сторожевой башне», международном журнале Свидетелей Иеговы, который отражал бы позицию Свидетелей Иеговы относительно их участия в армии (хотя 1 июля 1920 года «Сторожевая башня» опубликовала исследование о «политическом нейтралитете» и «приверженности Царству Божьему», отвергая политику народов «этого мира»). Антонио Гаргалло во время присяги перед флагом сообщил своему начальству, что его вера (в соответствии с толкованием библейского отрывка об Исайе) не позволяет ему взяться за оружие. Даже под угрозами Антонио не изменил своего мнения, дезертировал и пытался бежать во Францию через порт Сомпор. Однако 17 августа он был арестован в Канфранке и вернулся в казармы в Хаке. На суде военного трибунала ему предоставили выбор: пойти на фронт или быть расстрелянным. Антонио предпочел остаться верным своим религиозным убеждениям и отказался брать в руки оружие.
Перед казнью, 18 августа 1937 года, он написал матери и сестре, которые были католичками и не понимали его решимости (это письмо десятилетиями хранившееся в военных архивах, так и не попало в их руки):

Они арестовали меня, даже не выслушав, приговорили к смерти и этой ночью я перестану существовать на Земле. Не скорбите и не плачьте, потому что я повиновался Богу. В конце концов, я мало что теряю, потому что, если так захочет Бог, я перейду к новой и лучшей жизни.
Ты — католичка, но у тебя нет такой веры, какая есть у меня. Теперь ты видишь несправедливость, творящуюся в нашем мире. Я спокоен до тех пор, когда придет мой час.
Примите последнее объятие вашего сына и брата, который любит вас по-настоящему, даже если вы не верите в это.
В тот день его расстреляли. Солдаты расстрела сообщили, что Антонио воспевал хвалу Иегове по дороге на казнь.
Для своих единоверцев Антонио Гаргалло —  мученик и образец для подражания для тех, кто действует, руководствуясь своими самыми сокровенными убеждениями».